# Li Lingwei (atleta)
Li Lingwei (en chino, 李玲蔚; pinyin, Lǐ Língwèi, nacida en Binzhou, China, 26 de enero de 1989) es una atleta , especialista en la prueba de lanzamiento de jabalina, con la que ha logrado ser subcampeona mundial en 2017.

## Carrera deportiva
En el Mundial de Londres 2017 gana la medalla de plata en lanzamiento de jabalina, quedando por detrás de la checa Barbora Špotáková (oro) y por delante de su compatriota la también china Lü Huihui; su lanzamiento fue de 66,76 m.